# La Foire aux illusions (film, 1962)
Pour les articles homonymes, voir La Foire aux illusions.
Pour plus de détails, voir Fiche technique et Distribution.
La Foire aux illusions (State Fair) est un film musical de José Ferrer sorti en 1962, adapté du roman du même nom de Philip Stong, écrit en 1932.
C'est un remake des films de 1933 et 1945, mais, alors que ceux-ci se déroulent à la foire de l'Iowa, cette version-ci a lieu à Dallas, au Texas, à la foire de Fair Park.

## Synopsis
Une famille de fermiers de l'Iowa se met en route pour la foire annuelle. Tandis que les parents espèrent gagner des concours, leurs deux grands enfants, Margy et Wayne, font chacun une rencontre amoureuse...

## Fiche technique
- Titre original : State Fair
- Titre français:  La Foire aux illusions
- Réalisation : José Ferrer
- Scénario : Richard L. Breen, d'après le roman de Philip Stong (1932)
- Adaptation : Oscar Hammerstein II
- Photographie : William C. Mellor
- Montage : David Bretherton
- Musique : Alfred Newman
- Producteur : Charles Brackett
- Société de production et de distribution : Twentieth Century Fox
- Pays d'origine :  États-Unis
- Format : Couleurs (CinemaScope) - 35 mm - 2.35 : 1 - Son : 4-Track Stereo (Westrex Recording System)
- Durée : 118 minutes
- Genre : Film musical
- Dates de sortie : 
  - États-Unis : 9 mars 1962
  - France : 1er octobre 1962

## Distribution
- Pat Boone (VF : Serge Lhorca) : Wayne Frake
- Bobby Darin : Jerry Dundee
- Pamela Tiffin : Margy Frake
- Ann-Margret (VF : Arlette Thomas) : Emily Porter
- Tom Ewell : Abel Frake
- Alice Faye (VF : Lita Recio) : Melissa
- Wally Cox (VF : Guy Piérauld) : Hipplewaite
- David Brandon : Harry Ware
- Clem Harvey : Doc Cramer
- Robert Foulk : Mincemeat Judge
- Linda Heinrich : Betty Jean
- Tap Canutt (VF : Claude Bertrand) : Red Hoertert